# Skik
Skik was een Nederlandse popgroep, afkomstig uit de Nederlandse plaats Erica in Drenthe. De band zong hoofdzakelijk in het Drents, een variëteit van het Nedersaksisch. Skik is Drents voor 'schik, plezier, lol'.

## Biografie
Skik debuteerde op 13 augustus 1994 tijdens het streektaalfestival Muzem! in Emmen. De eerste bezetting bestond uit Daniël Lohues, Maarten van der Helm en Marlen Davers. De eerste cd, simpelweg Skik genaamd, kwam uit in 1995. Begin juni tekent Skik een contract met Mojo Management. Grotere concerten volgden, waaronder een optreden in het voorprogramma van Bon Jovi in Het Rutbeek in Enschede op 9 juni 1996. De landelijke doorbraak volgde in 1997 met de cd Niks is zoas 't lek, waarvan de singles Op fietse en Hoe kan dat nou hits werden. De opvolger  's Nachts, uitgebracht in 1999, werd ook een succes. De single 't Giet zoas 't giet werd een bescheiden hit in de hitlijsten, net als het nummer Als ik wil, dat speciaal werd uitgebracht rond het Bevrijdingsfestival waar Skik in 1999 ambassadeur van was. Marco Geerdink trad na het verschijnen van ‘s Nachts toe tot de band.
Met de in 2000 verschenen cd Overal & nergens brak Skik (tijdelijk) met het Drents en leverde een cd af in Standaardnederlands. De single Ik ga als 'n speer haalde een hitnotering. Samen met Henk Westbroek scoorde de groep in 2002 nog een kleine hit met Ik heb geen zin om op te staan. In hetzelfde jaar verscheen de cd Tof. Hiervan werd Dankjewel voor de zon de eerste single, begeleid door een geanimeerde videoclip gemaakt door afstuderenden van de HKU.
In 2004 verscheen de compilatie Best tof, een woordgrap op Best of. Skik toerde tot september van dat jaar om de cd te promoten. Daarna was de groep minder zichtbaar; Daniël Lohues was vooral solo of met de Louisiana Blues Club actief. Op 1 oktober 2006 trad de groep op op het verrassingsfeest van De Dijk, vanwege hun 25-jarig jubileum. Speciaal voor deze gelegenheid speelde Skik het nummer Stampvol café.
In 2013 verklaarde Lohues, inmiddels succesvol als solo-artiest, dat hij weinig toekomst meer zag in de groep Skik. Hoewel de groep nooit officieel uit elkaar is gegaan, hebben de bandleden al jaren geen initiatieven meer genomen om weer samen op te treden. Tijdens zijn theatershows speelt hij regelmatig liedjes van Skik en sluit meestal af met 'Op fietse'.

## Discografie

### Albums

#### Skik (1995)
1. Ik heb wel's zo'n dag
2. Tomme
3. Protestsong
4. Jelle Skai & Eppie D.
5. Niks meer te vertellen
6. Doe niet net asof
7. De man
8. Dreuge worst
9. Betonpaolties
10. Ben d'r flauw van
11. As ik joe nie had
12. Klotenweer
13. Naor huus
14. bonus: Mick & Keith (wie kent ze niet)

#### Niks is zoas 't lek (1997)
1. Nie veur spek & bonen
2. Ik kan't nie wachten
3. Niks is zoas 't lek
4. Hoe kan dat nou?
5. Makluk zat
6. Beter nooit dan ooit
7. Op fietse
8. Absoluut, misschien
9. Wachten op de zunne
10. Cowboys & Indiaans
11. We zullen 't wel zien
12. Kabaal aal
13. bonus: Nico en Rob, wie kent ze niet

#### 's Nachts (1999)
1. 't Is mij allemaol wel best
2. Waor ben ik met bezig?!
3. 't Giet zoas 't giet
4. Laot mar kommen
5. Overneij
6. 's nachts
7. Af & toe
8. Echt nie!
9. Ik ben zo bliede
10. De buie
11. Elke weg
12. 'k heb 't licht nog an
13. De schipper & de duuvel
14. Bonus: Backing track 's Nachts

#### Overal & Nergens (2000)
1. Overal & Nergens
2. Ik ga als 'n speer
3. Logisch Toch (of niet)?
4. Wie het weet mag het zeggen
5. Over Stilte en Lawaai
6. Amsterdam
7. Ik wil weg
8. Niks aan doen
9. Als je ontevreden bent
10. Hersenpan vol blues
11. Je vindt me toch niet

#### Tof (2002)
1. Tof
2. Land van melk & honing, wiet & witte wijn
3. Doe mij maar jou
4. Dankjewel voor de zon
5. Over jou
6. Ter voorkoming van misverstanden
7. Anniek
8. Verliefd
9. Blablabla
10. Honingbij
11. Canadian Girl
12. Alles gaat voorbij

#### Best Tof (2004)
1. Tomme
2. Naor huus
3. As ik joe nie had
4. Niks is zoas 't lek
5. Hoe kan dat nou
6. Makluk zat
7. Op fietse
8. 't Giet zo as 't giet
9. 's Nachts
10. Af & toe
11. Ik ben zo bliede
12. Als ik wil...
13. Ik ga als een speer
14. Je vindt me toch niet
15. Dankjewel voor de zon
16. Alles gaat voorbij
17. Tof
18. Is dit alles (Doe Maar tribute)
19. Zo vrolijk (Liveversie, radio 2 gala)
20. Grachten van Amsterdam

### Singles
| Single met eventuele hitnotering(en) in de Nederlandse Top 40 | Datum van verschijnen | Datum van binnenkomst | Hoogste positie | Aantal weken | Opmerkingen                                            |
| ------------------------------------------------------------- | --------------------- | --------------------- | --------------- | ------------ | ------------------------------------------------------ |
| Nie veur spek & bonen                                         | 29-04-1997            | 18-05-1997            | 96              | 4            | Single Top 100                                         |
| Op fietse                                                     |                       | 01-11-1997            | 29              | 7            | Bonustrack: Benidaorumme                               |
| Hoe kan dat nou?                                              | 23-02-1998            | 07-03-1998            | 77              | 7            | Nieuwe versie. Bonustrack "Teddybeere". Single Top 100 |
| 't Giet zoas 't giet                                          |                       | 23-01-1999            | 48              | 7            | Single Top 100                                         |
| Als ik wil...                                                 |                       | 24-04-1999            | 74              | 6            | Single Top 100                                         |
| Af & toe                                                      |                       | 28-08-1999            | 88              | 4            | Nieuwe versie "Nog affer dan toe". Single Top 100      |
| Ik ga als 'n speer                                            |                       | 08-07-2000            | 28              | 3            | Bonustrack: De kat, de eend & de mens                  |
| Logisch toch (of niet)?                                       |                       | 14-10-2000            | 92              | 2            | Bonustrack: Ooh, wat ben ik heden blij                 |
| Dankjewel voor de zon                                         |                       | 20-04-2002            | 85              | 6            | Single Top 100                                         |

### NPO Radio 2 Top 2000
| Nummer met noteringen in de NPO Radio 2 Top 2000 | '03  | '04 | '05 | '06 | '07 | '08 | '09 | '10 | '11 | '12 | '13 | '14 | '15 | '16 | '17 | '18 | '19 | '20 | '21 | '22 | '23 | '24 |
| ------------------------------------------------ | ---- | --- | --- | --- | --- | --- | --- | --- | --- | --- | --- | --- | --- | --- | --- | --- | --- | --- | --- | --- | --- | --- |
| Op fietse                                        | 1082 | 526 | 328 | 432 | 299 | 445 | 181 | 279 | 315 | 314 | 324 | 273 | 311 | 339 | 401 | 374 | 318 | 355 | 353 | 328 | 311 | 330 |

1. ↑  Een vetgedrukt getal geeft de hoogste notering aan.
2. ↑  2003 was het eerste jaar met een notering voor dit nummer.

### Resterende singles
- Tomme
  - bonustracks: Altied te laat; Elvis (As ik um was); Eppie D. & Jelle Skai (Live)

- Klotenweer - nieuwe versie
  - bonustrack: Nije skoene

- Niks meer te vertellen
  - bonustracks: Teddybeere

- Ik wil weg
  - (bonustrack: Als we zo doorgaan)
  - (bonus: Videoclips Ik ga als 'n speer & De kat, de eend & de mens)

- Ik heb geen zin om op te staan - single met Henk Westbroek
  - bonus: Niets is onmogelijk - Henk Westbroek

- Verliefd
  - bonustrack: Zo vrolijk? (Live Radio 2 Gala)

- Grachten van Amsterdam
  - bonustrack: Stan Meyers Blues - Lohues en Louisiana Blues Club

### Overige
Er zijn nog diverse nummers van Skik in omloop die niet op de reguliere cd's te vinden zijn, te weten: De sneij (Dit nummer is in 1998 uitgebracht op de VPRO kerst cd Zo dit is kerstmis in). Waor ben ik mee bezig (Alternatieve versie is uitgebracht op de cd Twee Meter Sessies NL 1). Twee tijdens het Lowlandsfestival in 1999 opgenomen uitvoeringen van Op fietse en ‘t Giet zoals ‘t giet met Rudeboy als gastvocalist verschenen op de cd Studenten Postbank Tour. Een live uitvoering van Op fietse met Huub van der Lubbe verscheen in 2000 op de compilatie De Vrienden Van Amstel Live! (Het Beste Van Het TV Programma!).

## Trivia
- Het nummer Op fietse gaat over een fietstocht door Zuidoost-Drenthe (de geboortestreek van frontman Daniël Lohues) en een stukje Duitsland. Deze tocht werd later de basis van een toeristische fietstocht van de Drentse VVV: de Skik-route. Deze route is ook te vinden onder de naam "Op Fietse" op www.route.nl.
- Op fietse is in 2005 gebruikt in een reclamespot voor Calvé pindakaas en in 2014 in een reclamespot voor ING.
- De single-versie van Hoe kan dat nou is op latere versies van de cd Niks is zoas 't lek als bonustrack toegevoegd.
- Het op single verschenen Als ik wil… is op latere persingen van de cd ‘s Nachts  als bonustrack toegevoegd.
- Gitarist Marco Geerdink is een neef van de frontman Daniël Lohues en speelde jarenlang in de Rolling Stones-coverband Gimme Shelter. Hij verving in 2008 Despo Kristel bij de comeback van The Schizo's. Lohues gaf in een interview aan dat The Schizo's van belangrijke invloed is geweest voor alle bands uit Drenthe.